# 感どうする経済館
感どうする経済館（かんどうするけいざいかん）とは、かつて内閣府が東京タワー内に開設したミニ博物館。
2005年11月、東京タワー4階の総務省統計局「とうけいプラザ」と同フロアに内閣府が国の危機的財政状況を視覚的・体験的に展示することを目的としてオープン。1分当たりの借金増加額を示す重り（オープン当時6.5kg、1g＝1万円）を入れた「借金リュック」、刻一刻増加する長期債務の累積残高をデジタル表示する「借金時計」などを展示していた。
2009年3月31日に告知なく終了したのは、オープン当初の国家財政再建に向けたイメージ戦略とは裏腹な国債の増発が不可避である時勢にそぐわなくなったためとの見方がある。

## 関連
- 借金時計 - マンハッタンに設置してある時計について。